# Jean Moloise Ogoudjobi
M. A. Jean Moloise Ogoudjobi (* 23. Oktober 1985) ist ein ehemaliger beninischer Taekwondoin.
Bei der fünfköpfigen Delegation seines Landes zu den Olympischen Sommerspielen 2008 in der chinesischen Hauptstadt Peking war Houangni einziger Vertreter seiner Sportart. Er trat im Fliegengewicht an und unterlag zum Auftakt dem thailändischen Starter Chutchawal Khawlaor.